# Guernsey (wyspa)
Guernsey (fr. Guernesey) – wyspa na kanale La Manche, w zatoce Saint-Malo, druga pod względem wielkości wśród Wysp Normandzkich, a największa spośród wysp baliwatu Guernsey, stanowiącego dependencję Korony brytyjskiej. Największe miasto na wyspie, St. Peter Port, jest stolicą tego terytorium. Powierzchnia wyspy wynosi 63,4 km² (około 80% powierzchni baliwatu). Liczba ludności w 2022 roku wynosiła około 63 500 (ok. 95% ludności baliwatu).
Wyspa oddalona jest od wybrzeża Francji (półwyspu Cotentin) o około 45 km, a od wybrzeża Anglii o nieco ponad 110 km. W części południowej teren wznosi się około 90 m n.p.m., wybrzeże klifowe. Teren obniża się stopniowo w kierunku północnym. Występuje tu klimat morski.
Gospodarka w dużym stopniu opiera się na turystyce i rolnictwie. Prowadzona jest tu m.in. uprawa szklarniowa pomidorów, winogron i kwiatów oraz hodowla bydła mlecznego (z wyspy pochodzi rasa bydła Guernsey). Na wyspie znajduje się port lotniczy. Funkcjonują połączenia promowe między Guernsey a innymi wyspami archipelagu (Jersey, Alderney, Sark), portami w Anglii (Poole, Portsmouth) oraz Francji (Saint-Malo, Cherbourg).